# Presidente Perón (partido)
Presidente Perón (Partido de Presidente Perón) is een partido in de Argentijnse provincie Buenos Aires. Het bestuurlijke gebied telt 60.191 inwoners.

## Plaatsen in partido Presidente Perón
- América Unida
- Guernica
- Villa Numancia